# 海と宝石
「海と宝石」（うみとほうせき）は、松坂慶子のシングル曲。1983年11月1日発売。発売元は日本コロムビア / DENON。

## 解説
シンガーソングライターの中島みゆきによる提供作品であり、十條キンバリー（現・日本製紙クレシア）『ニュー・クリネックス・ティシュー』のCMソングに起用された。
B面の「霧に走る」は中島みゆきのカバーであり、原曲は1980年に発売されたシングル「かなしみ笑い」のB面に収録されている。

## 収録曲
- 全作詞・作曲: 中島みゆき、編曲: 甲斐正人

1. 海と宝石　
  - 十條キンバリー"ニュー・クリネックス・ティシュー"TV CF イメージ・ソング
2. 霧に走る

## カバー
海と宝石
- 中島みゆき（1984年、シングル「ひとり」B面・及び1985年、アルバム『御色なおし』収録／セルフカバー）